# Вижівська дача
Вижівська дача — лісовий заказник місцевого значення. Об'єкт розташований на території Ковельського району Волинської області, на північний захід від селища Стара Вижівка.
Площа — 110 га, статус отриманий у 1991 році за рішенням Волинського облвиконкому від 31.10.1991 № 226. Перебуває у віданні філії «Ковельське лісове господарство», Старовижівське лісництво, квартал 16, виділ 1–57.
Охороняється ділянка високопродуктивних дубово-соснових лісових насаджень віком 110–127 років. Середній діаметр стовбурів 0,32 м., висота – 24 м. У підліску зростають ліщина звичайна, горобина звичайна, крушина ламка, у трав'яному покриві - велика популяція конвалії звичайної.

## Галерея

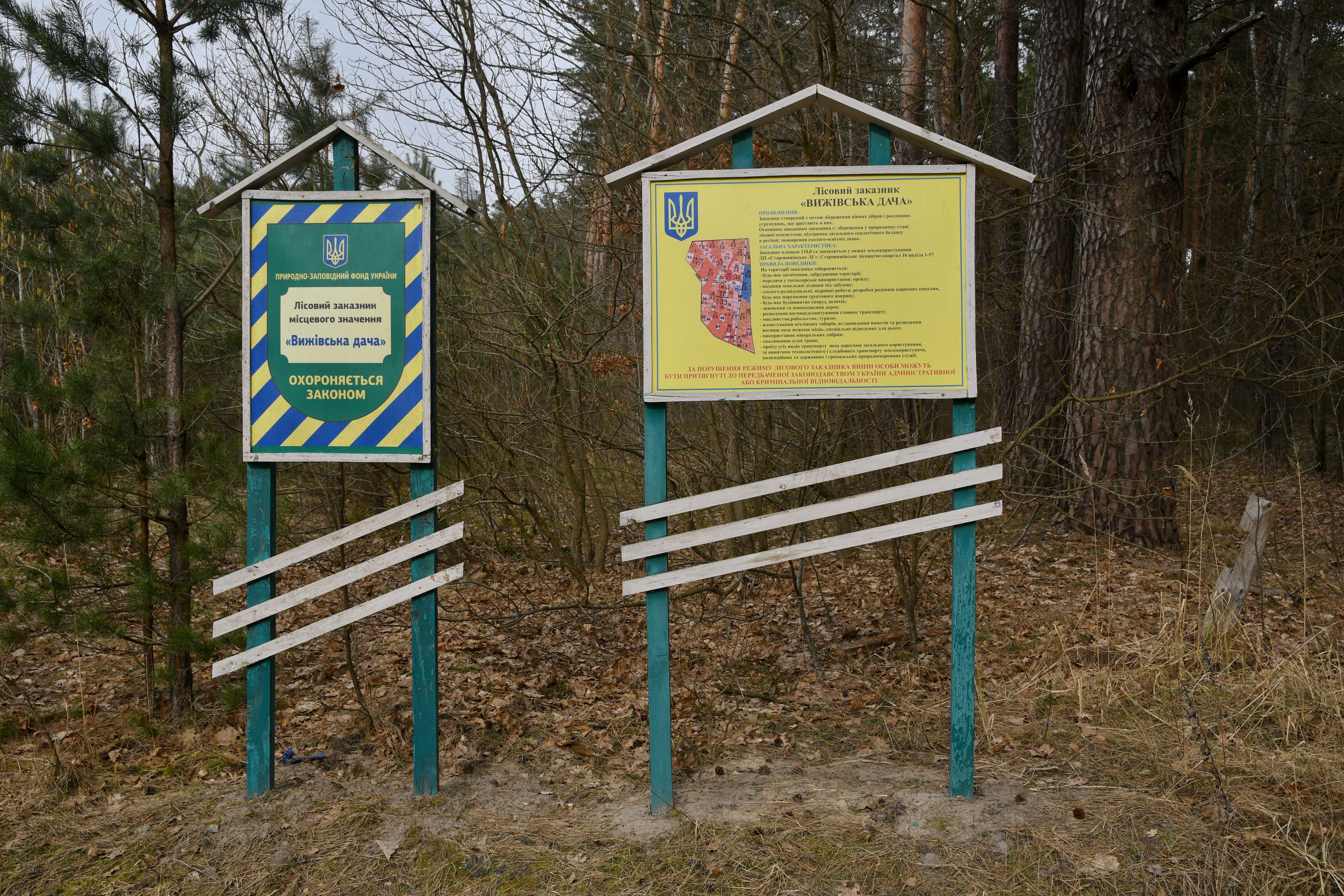
Охоронні знаки
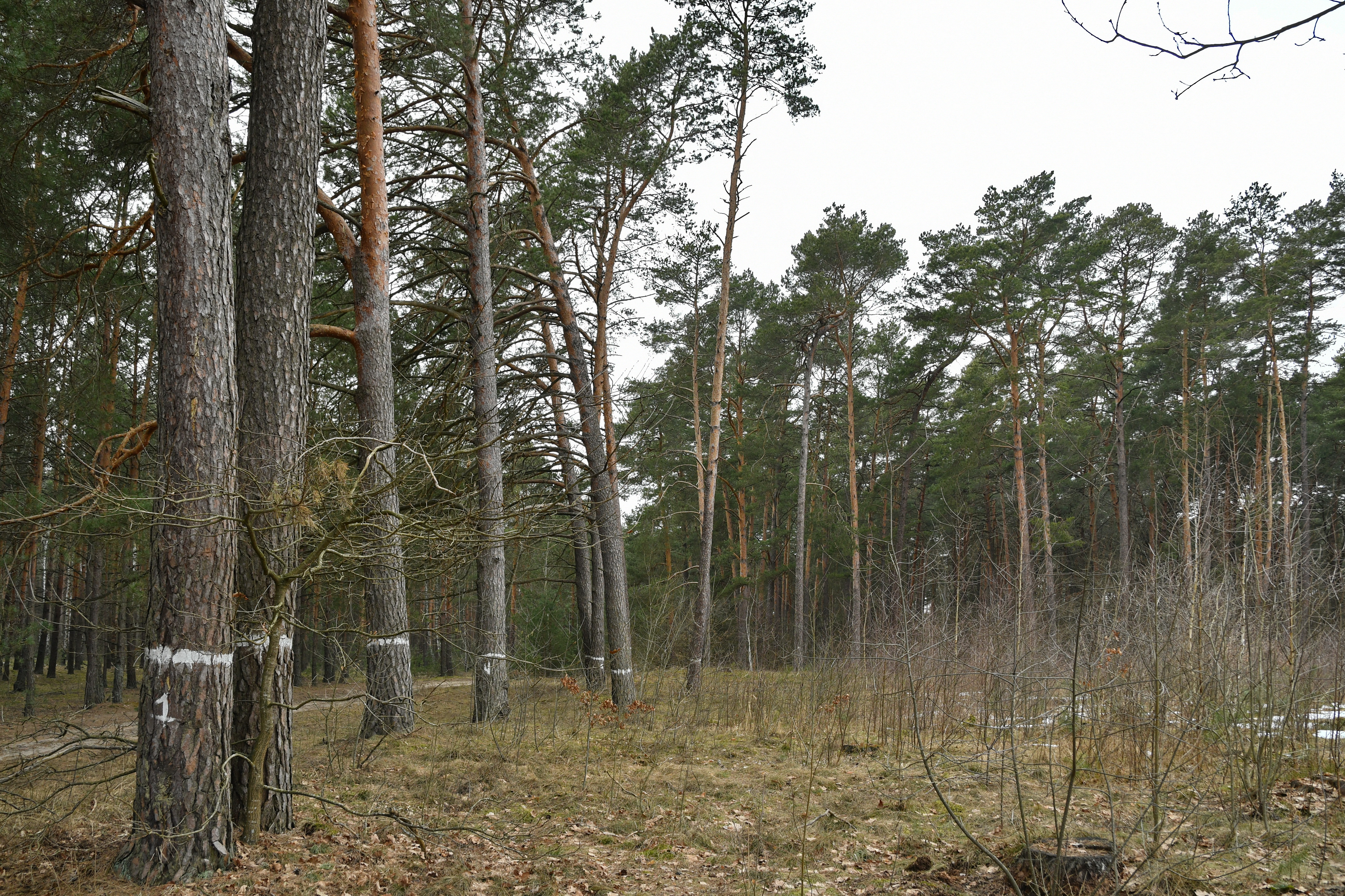
Вигляд з півдня
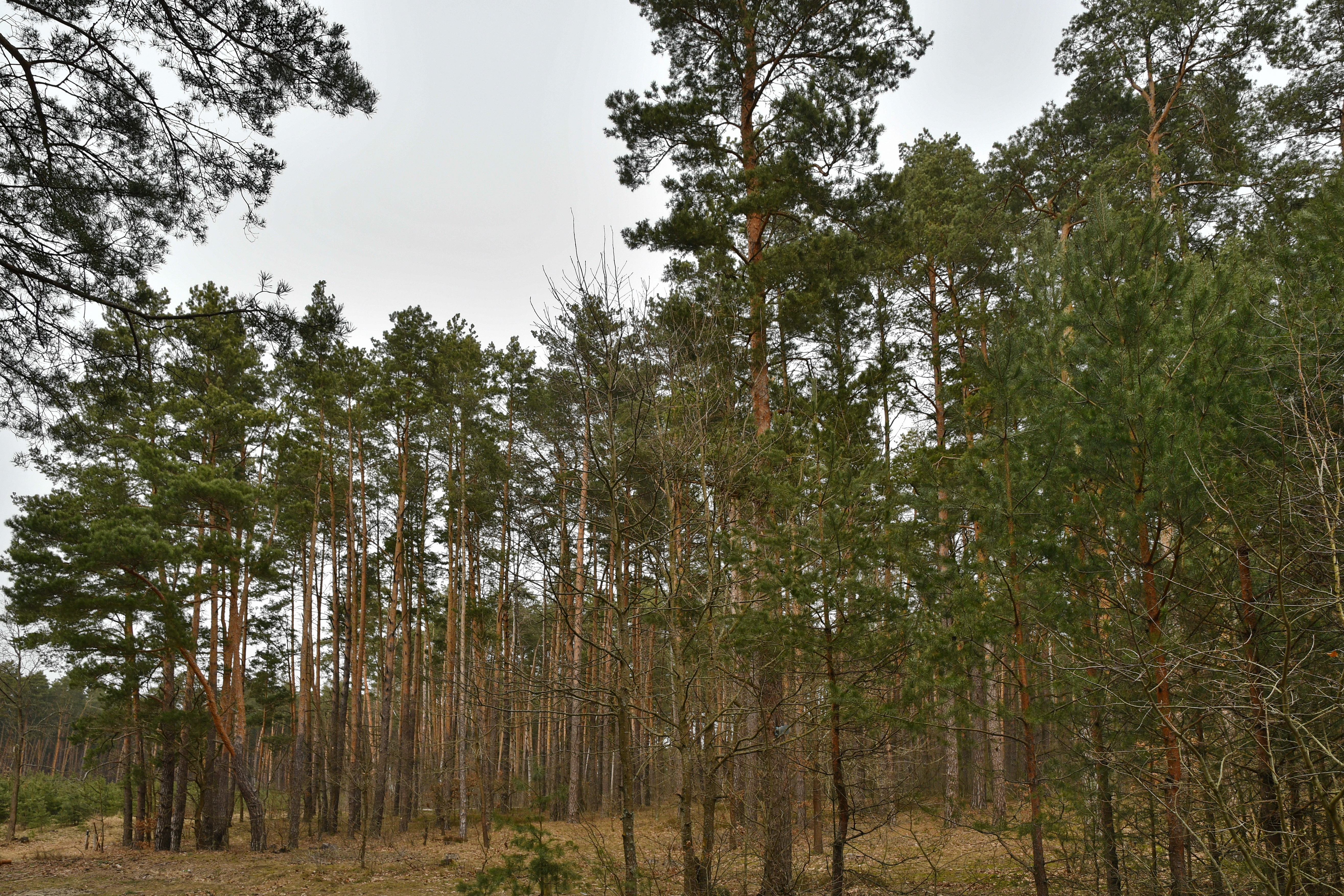
Вигляд із заходу
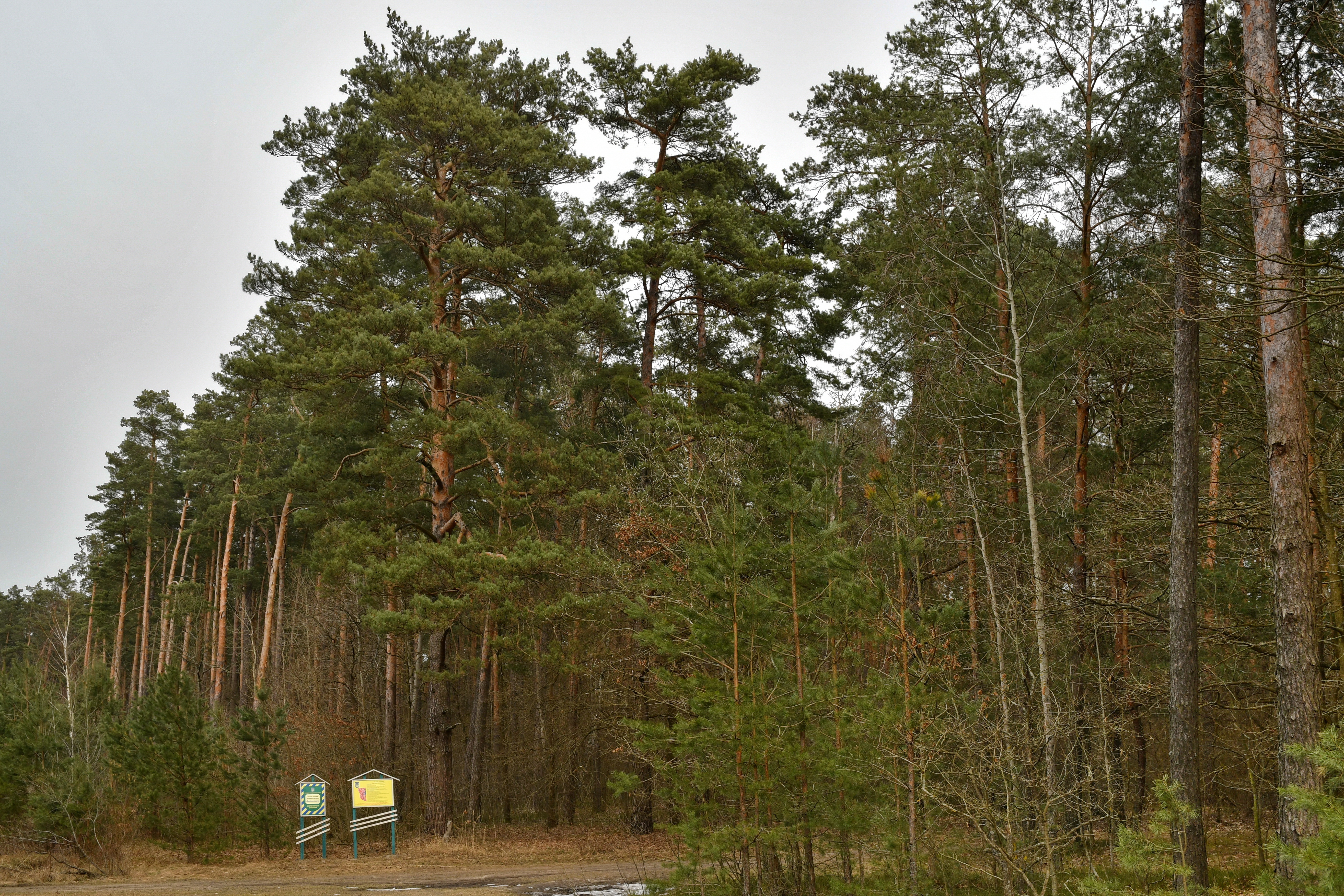
Вигляд з південного заходу